# Andrei Grigorjewitsch Krawtschenko

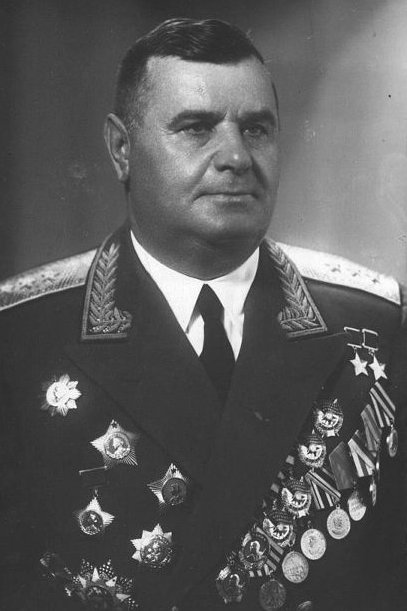
Andrei Grigorjewitsch Krawtschenko

Andrei Grigorjewitsch Krawtschenko (russisch Андрей Григорьевич Кравченко, ukrainisch Андрій Григорович Кравченко / Andrij Hryhorowytsch Krawtschenko; * 18.jul. / 30. November 1899greg. im Dorf Sulimin, Gouvernement Poltawa; † 18. Oktober 1963 in Moskau) war ein Generaloberst der Panzertruppen und zweimaliger Held der Sowjetunion im Zweiten Weltkrieg.

## Leben
Krawtschenko wurde im Jahr 1899 als Sohn einer ukrainischen Bauernfamilie im Dorf Sulimin (Sulimowka, heute Sulymiwka, Rajon Jahotyn, Oblast Kiew) im Gouvernement Poltawa geboren. Er ging in eine Dorfschule und arbeitete als Jugendlicher in einem Kiewer Büro als Aushilfskraft. 

### Frühe Militärkarriere
Im November 1918 trat er während des Russischen Bürgerkrieges freiwillig der Roten Armee bei und wurde dem 1. Schützenregiment der 1. ukrainischen Division (1919 umbenannt in Schützen-Regiment 391, 44. Schützendivision) zugewiesen. Im März 1920 wechselte er zum Schützen-Regiment 60 der 7. Schützen-Division (Garnison in Wladimir) und kämpfte bei der Südwest- und Westfront gegen ukrainische Nationalisten unter S. Petljura und weißrussische Kräfte unter General A. I. Denikin. 1920 nahm er bei den Truppen der Westfront am Sowjetisch-Polnischen Krieg teil. Im April 1921 diente er als Kadett im Schützen-Regiment 29, das später in Schützen-Regiment 14 (Garnison in Poltawa) umbenannt wurde. Im August 1923 wurde er zum 2. Nachrichten-Bataillon der Kaukasischen Rotbannerarmee nach Tiflis berufen, wo er als Zugführer diente. Seit 1925 war er offiziell Mitglied der KPdSU. Ab September 1925 studierte er an der Frunse-Militärakademie und wurde nach der Absolvierung im Juli 1928 zum Stabschef des Schützen-Regiments 21 der 7. Schützen-Division nach Tschernigow berufen. Ab Oktober 1930 unterrichtete er Taktik an der Panzertruppenschule in Leningrad. Von Mai bis November 1931 hielt er dort weitere Auffrischungskurse für die taktische Organisation, seit Februar 1932 war er Studienleiter der dort stattfindenden technische Kurse der Panzertruppen. Im November 1933 hielt er in Kasan Kurse für die Oberstufe des technischen Führungskaders. Im Februar 1935 übernahm er einen Lehrauftrag für die Rotbanner-Panzertruppenschule in Saratow, wo er die Position des rangältesten Taktiklehrers erhielt. Seit Februar 1938 war er Direktor der allgemeinen Heeresschule in Saratow und wurde im Januar 1939 zum Oberst befördert. Seit Mai 1939 fungierte er als beratender Offizier für besondere Aufgaben im Hauptquartier des Militärbezirks Wolga. Im August 1939 wurde er zum Stabschef der 61. Schützen-Division ernannt. Seit Dezember 1939 war er Chef des Stabes der 173. motorisierten Schützendivision, in dieser Eigenschaft nahm er am Sowjetisch-Finnischen Winterkrieg teil. Im Sommer 1940 wurden seine Truppen zum Pruth verlegt. Ab Juni 1940 war er Generalstabschef der 16. Panzerdivision des 2. mechanisierten Korps im Militärbezirk Odessa und ab März 1941 Generalstabschef des 18. mechanisierten Korps.

### Im Zweiten Weltkrieg
Zu Beginn der Operation Barbarossa war das 18. mechanisierte Korps (Generalmajor B. W. Woloch) Teil der Südfront und führte im Juli 1941 Abwehrkämpfe am östlichen Ufer des Pruth. Oberst Krawtschenko wurde bald zur Westfront abberufen und übernahm am 9. September 1941 das Kommando über die 31. Panzerbrigade der 20. Armee. Unter seinem Kommando zeichneten sich seine Truppen im Dezember 1941 in der Schlacht um Moskau bei der Gegenoffensive in Richtung auf Solnetschnogorsk aus. Im Februar 1942 wurde er zum Kommandeur der 61. mechanischen Brigade ernannt. Vom 31. März bis 1. Juli 1942 fungierte er als Chef des Stabes des 1. Panzerkorps. Am 21. Juli 1942 wurde er zum Generalmajor der Panzertruppen befördert. Vom 2. Juli bis 13. September 1942 kommandierte er das 2. Panzerkorps. Am 18. September übernahm er das Kommando über das 4. Panzerkorps (am 7. Februar 1943 in 5. Garde-Panzerkorps umbenannt), das erfolgreiche Gegenangriffe bei Stalingrad (Operation Uranus) und Woronesch durchführte. Am 7. Juni 1943 wurde er mit dem Rang eines Generalleutnants der Panzertruppen ausgezeichnet. Im Sommer 1943 wurde sein Korps der 6. Gardearmee unterstellt und nahm an der Schlacht von Kursk teil. In der Panzerschlacht bei Prochorowka  am 12. Juli 1943 konnten seine Panzerverbände zusammen mit der 51. Garde-Schützendivision den Durchbruch deutscher Panzerkräfte verhindern. Im Herbst 1943 zeichneten sich seine Panzerverbände im Rahmen der 1. Ukrainischen Front bei der Befreiung der Städte Charkow, Trostjanez und Achtyrka aus. Im Winter des gleichen Jahres zeichnete sich das 5. Garde-Panzerkorps in der Schlacht von Kiew aus und hatte Anteil an der Befreiung von Kiew und Schitomir. 
Vom 25. Januar 1944 bis zum Ende des Krieges kommandierte Krawtschenko die 6. Panzerarmee, die in der Korsun-Shevchenko Operation (24. Januar – 17. Februar) den Dnepr-Abschnitt endgültig überwand und nach der Uman-Botosaner Operation wieder bis zur alten Grenze zu Rumänien vorrückte. Ende August 1944 brachen seine Verbände während der Jassy-Kishinewer Operation im Bereich der 2. Ukrainischen Front durch die deutsch-rumänische Verteidigung nach Süden durch und schwenkten nach Westen auf Siebenbürgen ein. Am 13. September 1944 wurde er zum Generaloberst der Panzertruppen ernannt. Seine Truppen zeichneten sich beim Vormarsch durch Ungarn im Oktober 1944 in der Panzerschlacht bei Debrecen und bei der Einschließung von Budapest (Dezember 1944) aus. Nach der Abwehr der deutschen Plattenseeoffensive gelang im April 1945 in der Wiener Operation die Eroberung der Hauptstadt Österreichs. Im Mai 1945 folgte der Vorstoß nach Nordost, um in der Bratislava-Brno-Operation der noch intakten deutschen Heeresgruppe Mitte von Süden her, erfolgreich in die südliche Flanke zu stoßen. 
Nach dem Sieg der Roten Armee in Mitteleuropa wurde die 6. Garde-Panzerarmee in die Mongolei verlagert und führte im August 1945 die Sowjetische Invasion der Mandschurei im Verband der Transbaikalfront. Während der Hinggan-Mukden-Offensive stürmten Krawtschenkos Truppen in der ersten Staffel voran und erreichten am Ende des dritten Angriffstages den operativen Durchbruch in die mandschurische Ebene. Die Trennung der Kwantung-Armee in zwei Gruppen trug entscheidend zur raschen Kapitulation der japanischen Armee in Fernost bei. Krawtschenko war im Krieg zweimal mit dem Titel Held der Sowjetunion ausgezeichnet worden, am 1. Oktober 1944 für seinen Siegeslauf in Rumänien und am 8. September 1945 für den Durchbruch in der Mandschurei.

## Nachkriegszeit
Generaloberst Krawtschenko wurde im Juni 1947 zum Kommandeur aller Panzer- und mechanisierten Streitkräfte im Militärbezirk Transbaikalien ernannt. 1949 holte er die noch fehlenden höheren Generalstabskurse an der Woroschilower Militärakademie nach und übernahm im gleichen Jahr den Befehl sämtlicher Panzer und mechanisierten Kräfte im Militärbezirk Fernost. Ab Januar 1954 blieb er noch stellvertretender Kommandant der Panzertruppen im fernöstlichen Militärbezirk, bevor er im August 1954 zur Verfügung des Ministers für Verteidigung nach Moskau zurückberufen wurde. Im Oktober 1955 trat er aus gesundheitlichen Gründen aus den militärischen Positionen zurück, hielt aber die Stellung eines Mitgliedes des Obersten Sowjets der UdSSR. Er starb 1963 in Moskau und wurde auf dem Nowodewitschi-Friedhof begraben.